# Métallurgie étrusque

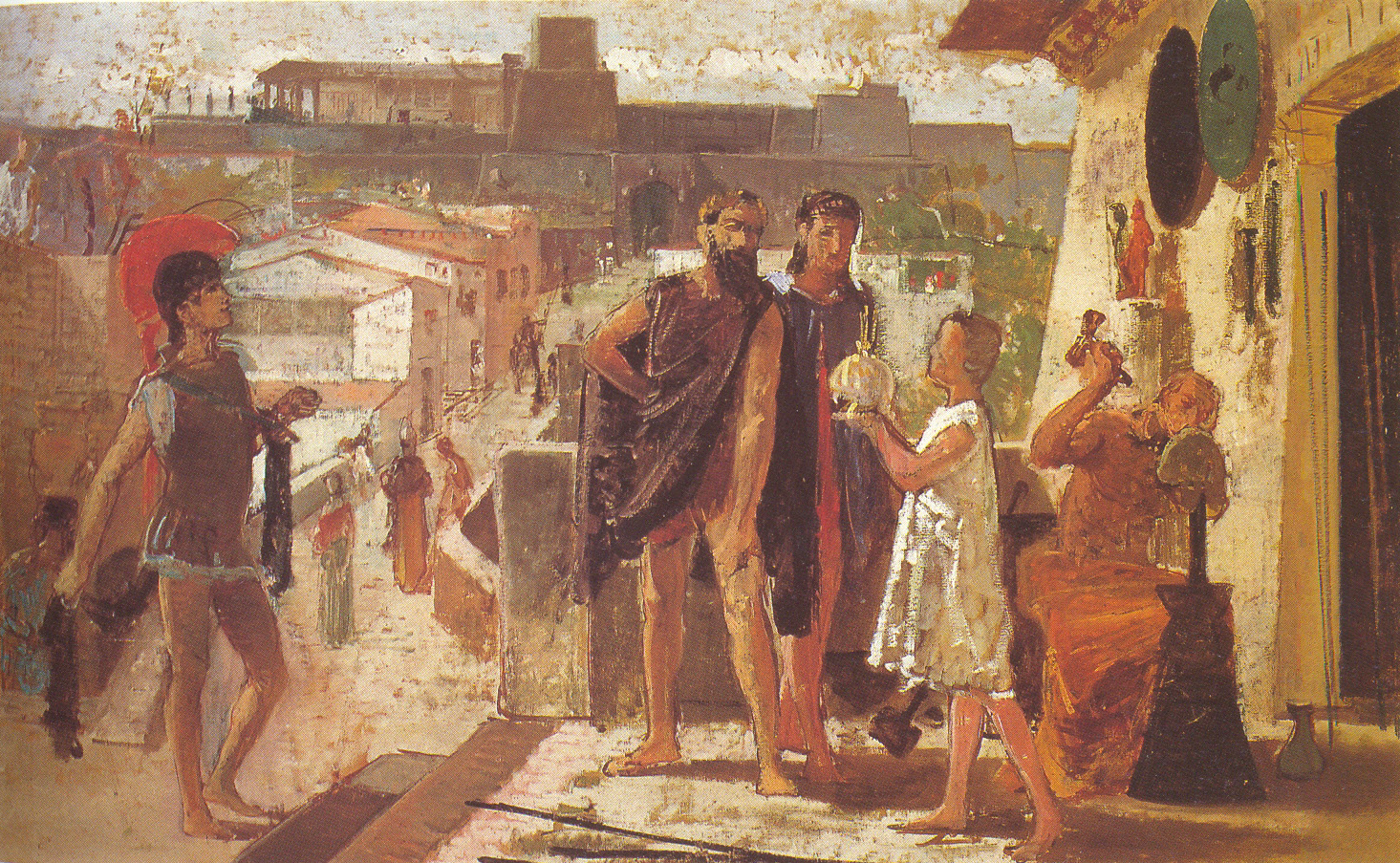
Federico Faruffini (1833-1869), L'Armurier étrusque (entre 1867 et 1869), Pérouse, Accademia di belle arti Pietro Vannucci,.

La métallurgie étrusque s'appuie sur la métallurgie de matières premières disponibles en abondance. À cet effet, il est possible d'effectuer le constat que les terres d'Étrurie possèdent non-seulement un sous-sol en ressources métallifères, et, de surccroît, les espaces étrusques sont dotés de nombreux massifs arborifères fournissant ainsi un matériau combustible (le bois) en grande quantité.
Par ailleurs, les artisans spécialisés dans le domaine de la confection d'objets métalliques, maitrisent des techniques d'avant-garde, telles que l'étamage et la granulation, déjà présentes au cours de l'époque villanovienne, puis, pour les périodes archaïsante et classique, ces mêmes procédés de fabrication manifestent d'améliorations et de progrès notables.

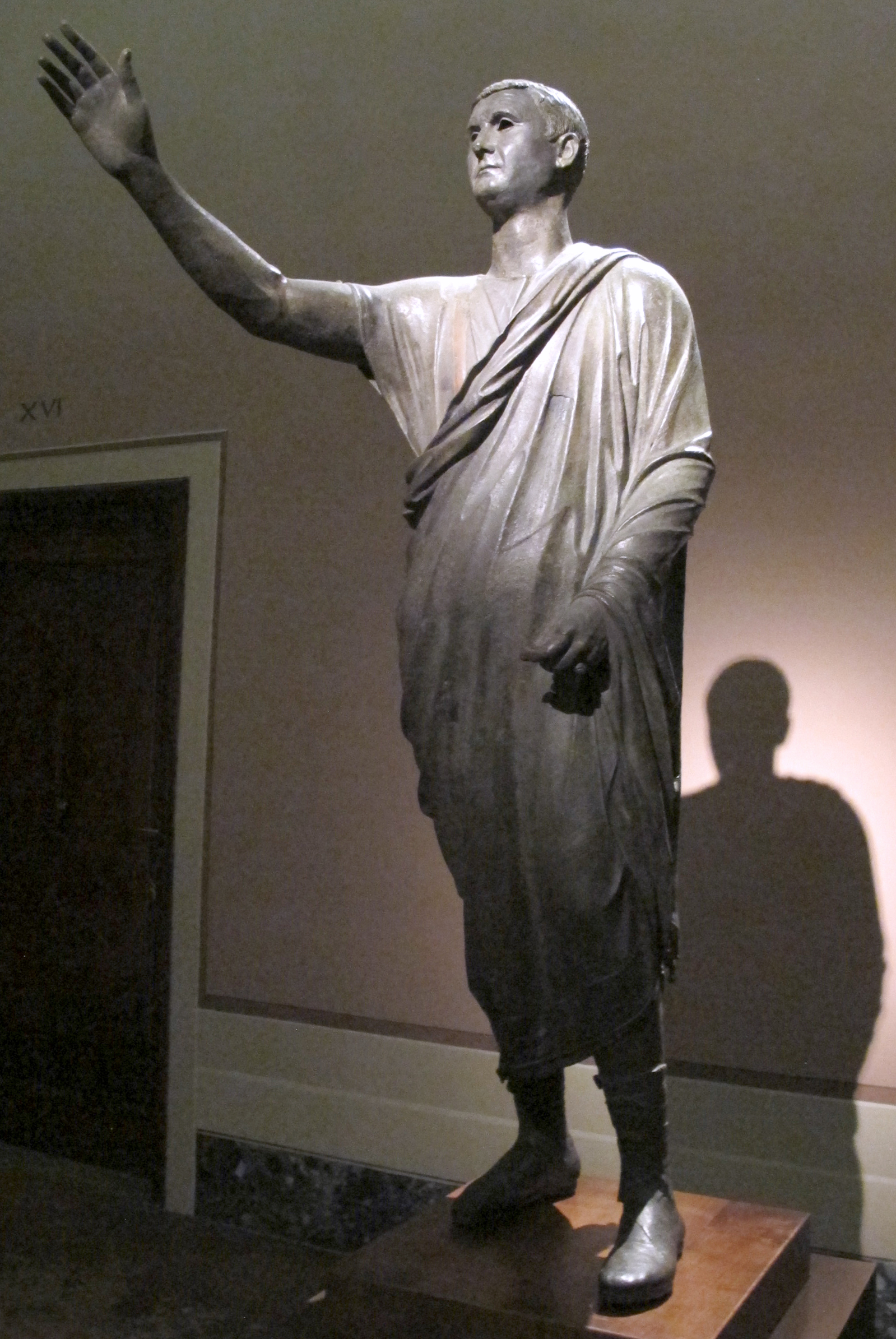
L'Arringatore (vers 100 av. J.-C.), Florence, musée archéologique national.

En outre, les produits métalliques étrusques, lesquels affichent une variété et une qualité effectives, apparaissent comme étant unanimement appréciés au sein de l'ensemble de l'Europe occidentale et méditerranéenne de l'âge du fer.
Dans ce cadre, les multiples découvertes archéologiques réalisées sur d'ancien territoires italiques, celtes, italo-grecs et phéniciens, confirment des exportations nombreuses, et, de ce fait attestent d'un haut niveau de la commercialisation de biens artisanaux métalliques étrusques.

## Ressources minières et minéralurgie
« Au-delà de la cité que les Tyrrhéniens nomment Populonia, il y a une île que l’on nomme « Aithaleia ». Elle se trouve à environ cent stades de la côte et doit son nom à la fumée (aithalos) qui stagne en nappe épaisse au-dessus d’elle. C’est que cette île contient un grand gisement de minerai de fer que les habitants extraient afin de le fondre et de le couler ; elle possède une grande quantité de ce minerai. »

— Diodore de Sicile, V, 13,1.
L’industrie étrusque est essentiellement orientée sur une production métallurgique massive et ancienne. Des éléments archéologiques de contexte chrono-culturel villanovien manifestant un processus industriel de fonte du métal ont été mis au jour au sein de couches sédimentaires de l’île de Pithécussia (bastion chalcidien en face de Naples), mais également à Cumes. Ces derniers, attestés comme étant issus de l'extension territoriale étrusco-villanovienne de l’île d’« Ilva », attestent d'une phase industrielle dite de produits semi-finis, tels que des lingots bruts à composé ferrique. De fait, le sous-sol du territoire étrusque manifeste une abondance notable en ressources minières. Dans ce cadre géologique favorable, on peut concrétiser une industrie étrusque fondée sur une région riche en matières premières, une véritable « Étrurie du fer », mais également richement pourvue en minerai de cuivre, de plomb et d’argent et dans une moindre mesure d’étain, composant essentiel à la réalisation d'un alliage bronzéïfère,. Les sites d'exploitation minière se concentrent notamment aux alentours de la cité-état de « Pufluna » ; de l’île d’Elbe, au sein des contreforts montagneux en lisière de « Vatluna » ; dans le monts de la Tolfa,,, à mi-chemin des métropoles étrusques de « Cisra » et de « Tarchna » ; et à proximité de « Velathri »,. Quoique centré sur les littoraux et plaines côtières tyrrhéniens, du Nord au Sud et d'Est en Ouest, le panorama minifère de l'Étrurie offre donc de remarquables capacités d'exploitation. Ces sites, régulièrement disposés à proximité des grands pôles urbains tels que « Cisra », ou encore « Pufluna », inaugureraient une logique économique à caractère productif, soutenu et pérenne,,,.
En marge de l'exploitation et de la production de ces minerais dont disposent les terres étrusques en abondance, ces dernières sont également richement pourvues en alun, un sel métallifère constitué de sulfates doubles d’aluminium et de métaux alcalins. Connu au cours du IVe siècle av. J.-C. par les Romains et probablement auparavant par les Étrusques, dont ils seraient les premiers exploitants et producteurs, le minerai à caractère salin, l'alun (en grec ancien : στυπτηρία / styptêria), est abondamment utilisé par les artisans-orfèvres et les alchimistes du IIIe siècle en Égypte gréco-romaine. C’est une des matières premières les plus fréquemment citée dans les papyrus de Leyde et de Stockholm. Le principal usage de l’alun est de fixer les couleurs, mais également utilisé pour ses propriétés astringentes. L'obtention de l’alun pur (via son état brut) procède d'une technique dite de cémentation métallique. Dans son œuvre littéraire intitulée Sur le Sel, le Nitre et l’Alun, le philosophe grec Théophraste, élève d’Aristote, mentionne à plusieurs reprises les bénéfices et principes de ce matériau minier. Strabon évoque quelques propriétés de l’alun. De même au Ier siècle, le pharmacologue Dioscoride et l'encyclopédiste Pline l'Ancien. À l'instar du minerai de fer notamment, ce composé alcalin est extrait, puis exporté et commercialisé par les Étrusques via les monts de la Tolfa, dans Latium septentrional,,,.

Les bassins minérifères étrusques
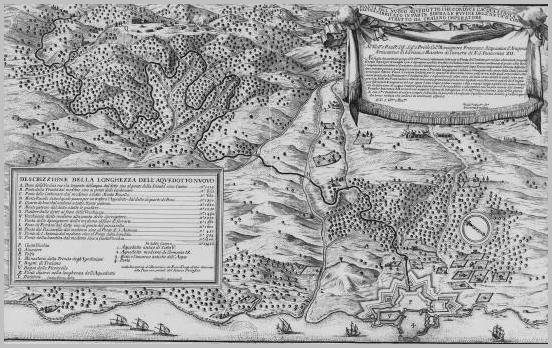
Croquis de carte géographique des monts de la Tolfa[f].
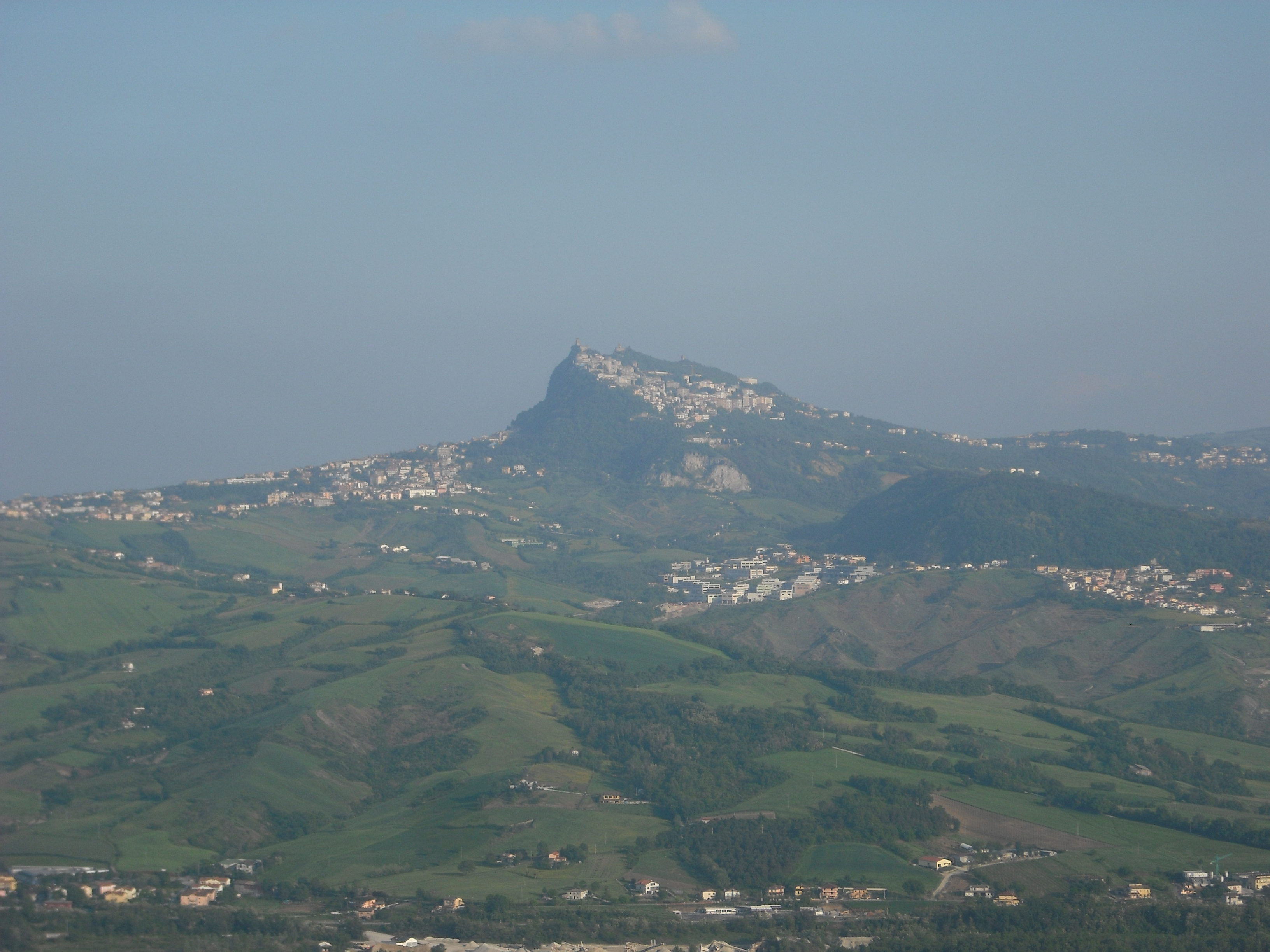
Les Monte Titano[g].
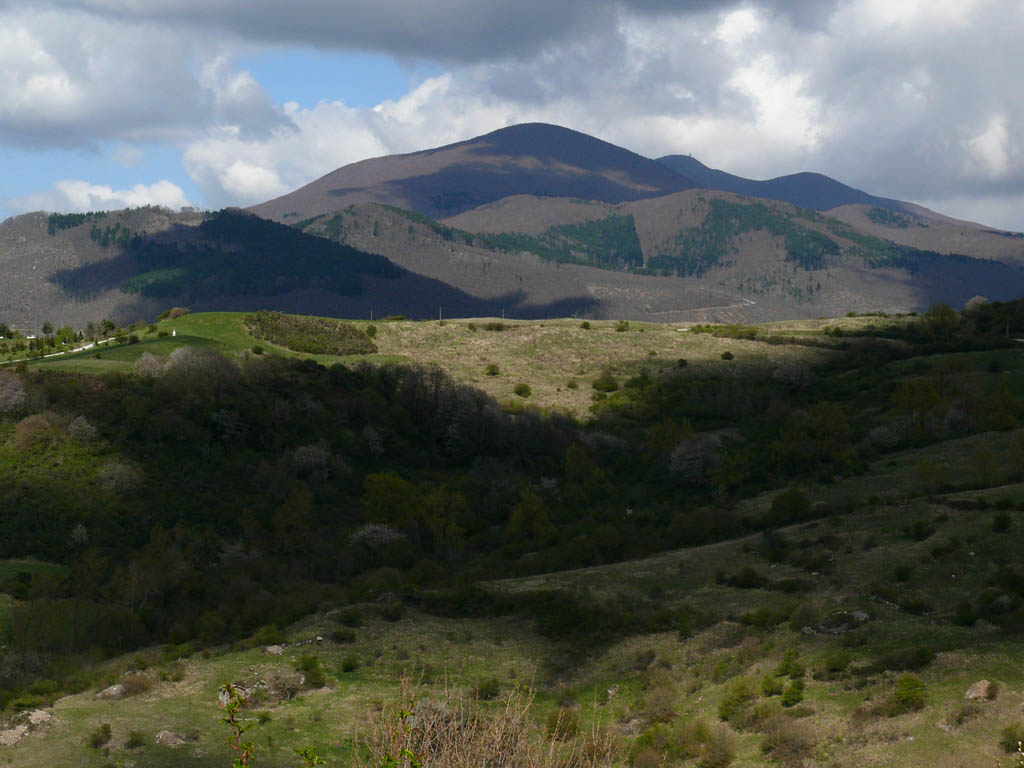
Le monte Amiata, au Nord de la cité étrusque de « Vatluna ».
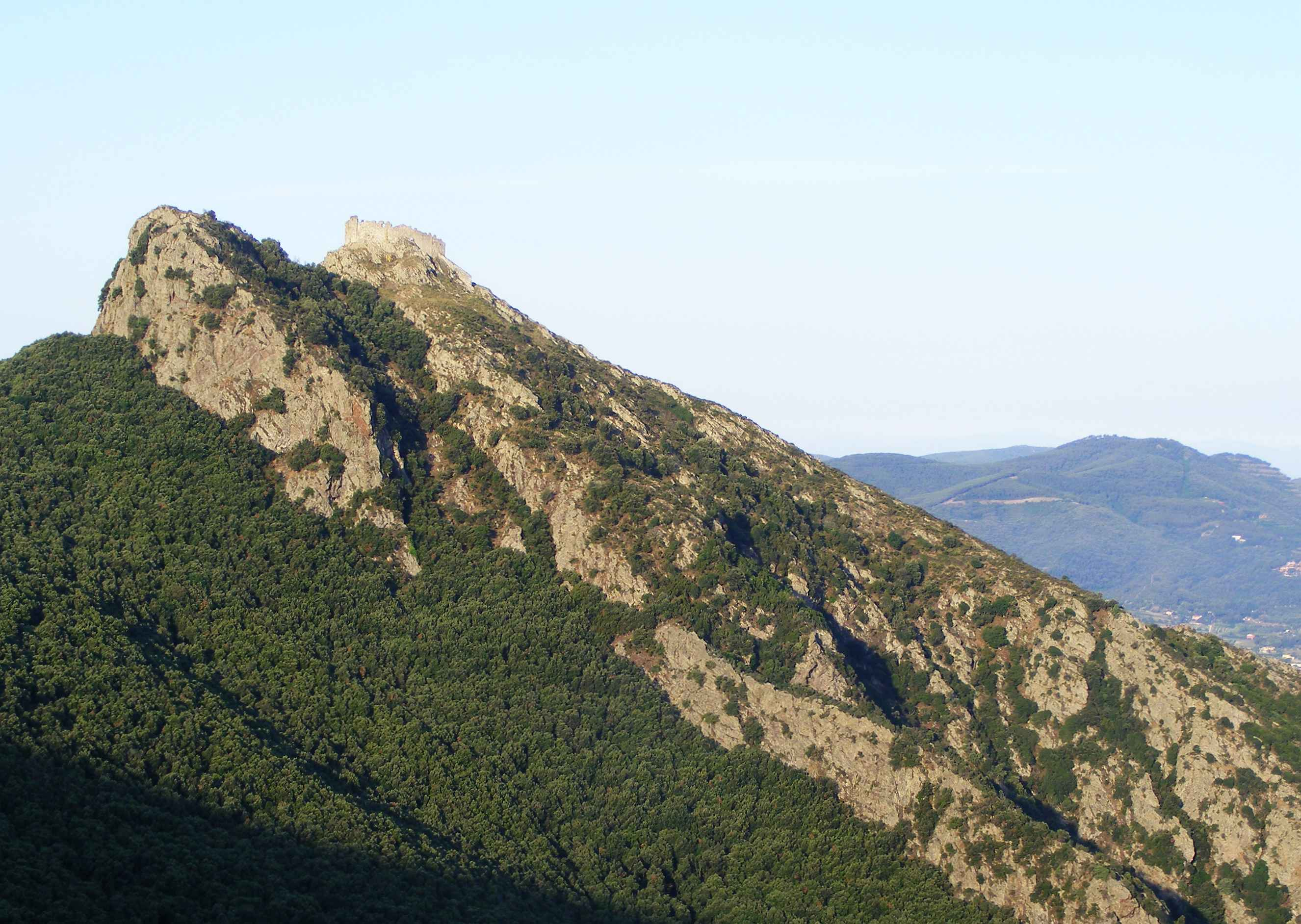
Le site montagneux à caractère volcanique de Elba volterraio da panche[h].

## Combustible: ressources en bois
Factuellement, le bois possédant un caractère de périssabilité, la documentation archéologique concernant ce matériau se révèle relativement succincte. Néanmoins, plusieurs études palynologiques opérées au sein des strates pédologiques, et corrélées à des analyses effectuées sur des artéfacts retrouvés contexte funéraire et d'habitat d'origine étrusque, ont permis d'identifier de nombreux vestiges à composante arborifère. Dans ce cadre, il est par conséquent possible d'appréhender une exploitation industrielle étrusque de ce matériau. En Étrurie, on atteste ainsi l'exploitation de 5 principales essences arborifères : le chêne ; le hêtre, ; le cèdre, ; les conifères, et plus particulièrement le pin ; et enfin l'olivier,. À ces quatre occurrences notables, viennent s'ajouter 2 types d'exploitations arborifères : celles du bois de chèvrefeuille,,,,, et du tronc et de l'écorce de tilleul,,,.

## Techniques et équipement
L'artisanat métallurgique étrusque se distingue par son acquisition remarquablement précoce de la technique par réduction directe. L'obtention du fer pur via son substrat le minerai de fer, est attestée dès le milieu la période villanovienne, en particulier au sein du massif de la Tolfa, et au cours du IXe siècle av. J.-C. / VIIIe siècle av. J.-C. dans la région périphérique septentrionale de « Pufluna »,. Les analyses chimiques des quantités massives de scories résiduelles retrouvées dans les couches stratigraphiques des sites minérifères étrusco-toscans mettent en évidence une application de techniques de purification métallurgique par réduction directe,.
Des vestiges de manufactures métallifères indiquent que les minerais de fer, de plomb, ou encore d'argent subissent un traitement s'effectuant à même des chantiers d'extraction. Enfin, outre une très substantielle quantité de loupes sidérurgiques, les fouilles archéologiques des bassins miniers étrusques ont permis de livrer un nombre notable de barres métallifères moulées. En parallèle du processus de traitement du métal pur, cette donnée suggère une production métallurgique également opérée sur place. De manière générale, on atteste que cette dernière était effectuée très probablement juste à flanc des collines ou massifs montagneux d'exégèse minière,.
La datation des restes de fourneaux demeure très complexe à établir en l'absence de tout indice chronologique notable. En revanche une analyse par technique de datation au carbone 14 a rendu possible une approximation recevable. On peut ainsi concrétiser une évaluation chrono-radiométrique débutant aux environs du IXe siècle av. J.-C. pour les premières occurrences d'équipement de fonte métallurgique, jusqu'au Ier siècle av. J.-C. pour les derniers fragments de fourneaux archéologiquement attestés. Au cours du 1er âge du fer, ces derniers évoluent de par leurs formes et leurs capacités en termes de volume selon l'acquisition de nouveaux procédés de transformation des matières métalliques brutes.
Les fours étrusques sont affectés d'une forme de cône tronçonné dans sa partie supérieure. Leurs diamètres, variables suivant les époques et les régions, montrent une dimension d'environ 1,5 mètre de moyenne. Ils se composent notamment de briques réfractaires, s'apparentant aux tegulae romaines, mais également de blocs de pierre taillée (généralement en grès ou en calcaire) faisant office de parois,,,,,,.
L'équipement à fusion métallurgique se présente en deux parties distinctes et superposées : d'une part un élément en prééminence, à l'intérieur duquel le minerai est incorporé, correspondant à une chambre à fusion du matériau ; d'autre part un élément inférieur faisant office de foyer à combustion dans lequel est placé le catalyseur nécessaire au processus de fusion. Ce dernier aspecte une forme de dalle placé à l'horizontale et percé de trous,.
Outre la technique de purification des métaux par processus de réduction directe, la technologie métallurgique étrusque manifeste également un statut de précurseur au sein de l'Europe antique, dans différents domaines de l'orfèvrerie étrusque. Il s'agit en particulier de procédés tels que l'étamage,, et la granulation par l'or,,,,.

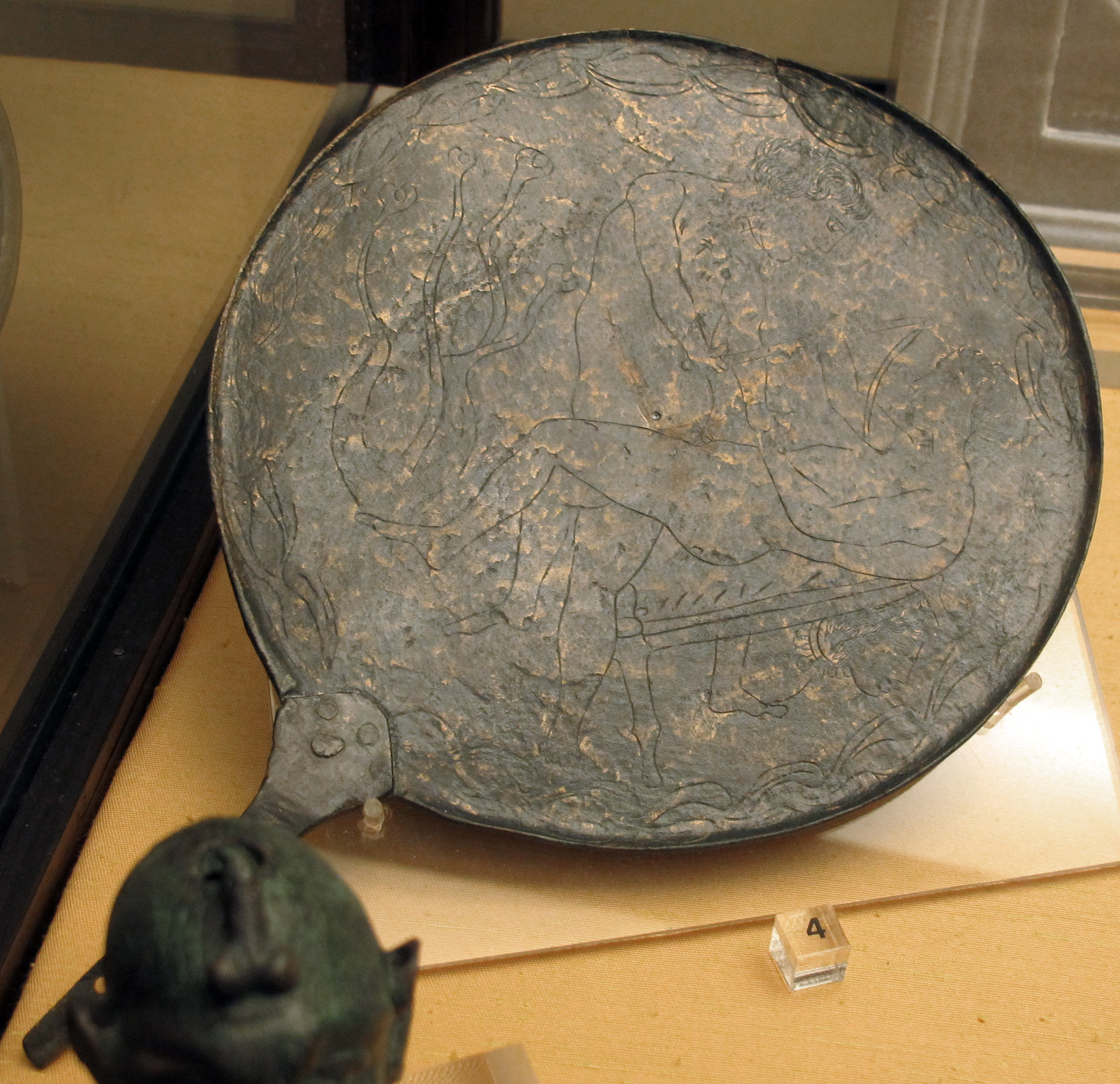
Exemple d'objet ayant subi un procédé d'étamage,.

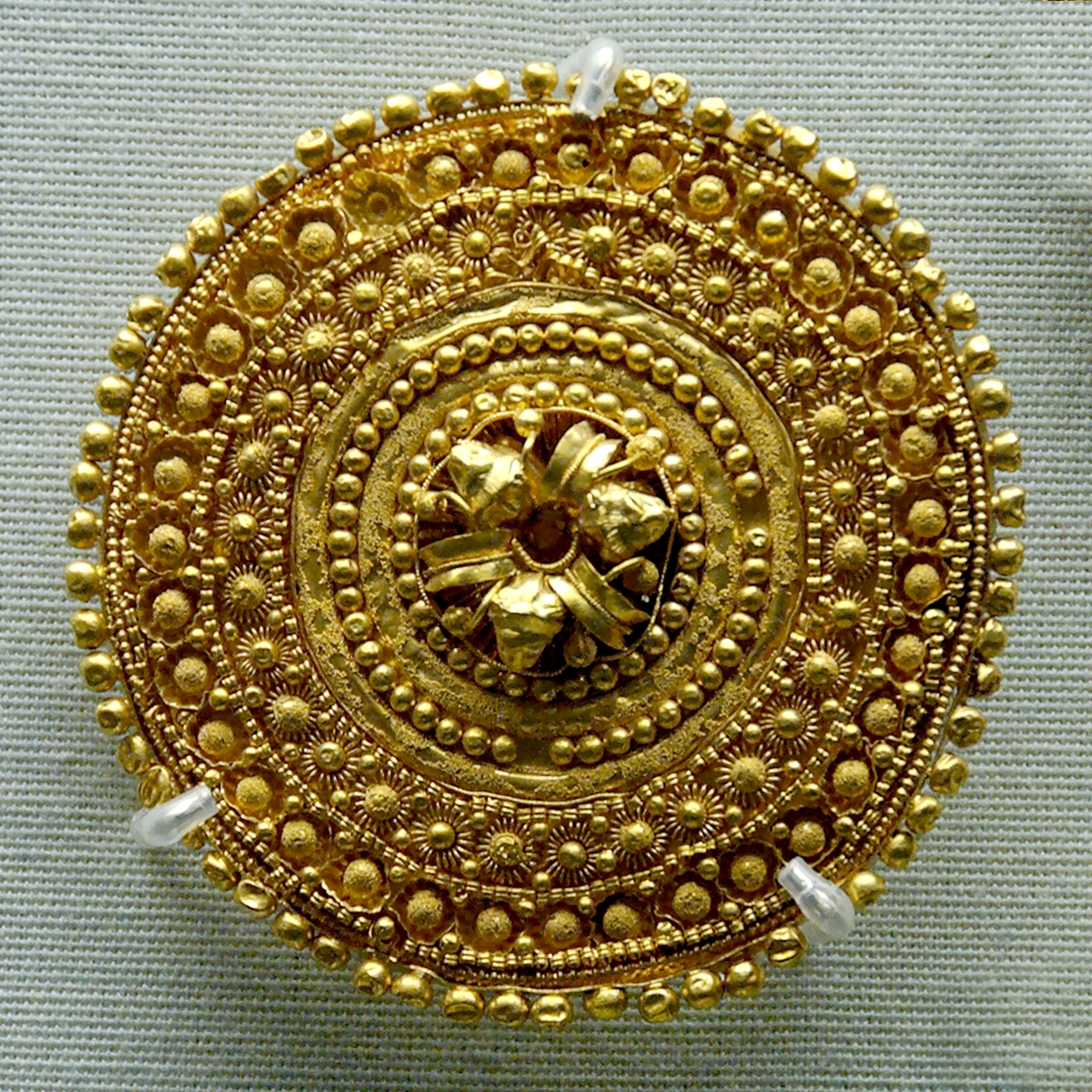
Bulla obtenu par la méthode dite de dépôt de granules d'or.

L'étamage, au cours du 1er âge du fer étrusque, est une méthode d'orfèvrerie qui consiste à appliquer une fine pellicule de métal, généralement de l'étain,,. La déposition par feuille s'effectue via un procédé d'immersion de la pièce dans un bain de métal porté au point de fusion, laquelle se voit suivie d'une centrifugation permettant un étalement homogène du matériau et enfin, l'opération se conclut par un essuyage (ou égouttage) de l'ouvrage manufacturé. Au moyen de cette technique de traitement de surface, l'épaisseur de la feuillure métallique évolue entre 5 et 8 × 10−6 m,. Au travers de sources littéraires antiques, telles que celles de Pline l'Ancien (23 - 79) dans son œuvre Histoire naturelle (Livre XXXIV),, et de notables éléments matériels très probablement issus d'ateliers artisanaux étrusques, tels que des bucchero à feuille d'or ou encore des vestiges de miroirs, lesquels sont fréquemment attribués aux environs du VIIe siècle av. J.-C. et du VIe siècle av. J.-C. pour les occurrences les plus antérieures, on peut appréhender l'hypothèse selon laquelle la paternité technologique du procédé d'étamage revient probablement au Étrusques,.
Toutefois, certaines données concrètes tendent à s'opposer à ce postulat. En effet, selon des historiens tels que Paul-Marie Duval (1912 - 1997), Gabriel Auguste Daubrée (1814 - 1896), ayant effectué des examens archéologiques et historiographiques approfondis, la découverte de l'étamage serait spécifique et indubitablement attribuable aux peuples celtes,, voire plus particulièrement à la « civitas » des « bituriges cubii ». Pline l'Ancien lui-même, évoque une technique de plaquage de « plomb blanc », laquelle est apposée par couches très fines sur ouvrages en bronze dont les « bituriges cubii » seraient les précurseurs. Le résultat de cette opération permet, selon Pline, d'obtenir des objets imitant l'argent,. Sous cet angle, et concernant l'industrie étrusque, il est possible de définir de manière plausible une forme d'acquisition précoce de la technique d'étamage par le biais de contacts commerciaux et culturels avec les peuples celtes,,.
En revanche, le processus dit de granulation par l'or demeure comme étant un concept caractéristique et propre à la métallurgie fine étrusque. Cette méthode spécifique au domaine de l'orfèvrerie, réside dans l'application de petites granules d'or sur l'artéfact à ouvrager. Ce procédé, dont les artisans-orfèvres étrusques seraient les dépositaires, est attesté dès le VIIIe siècle av. J.-C.,,,,.

## La production métallurgique

Productions métallurgique étrusque
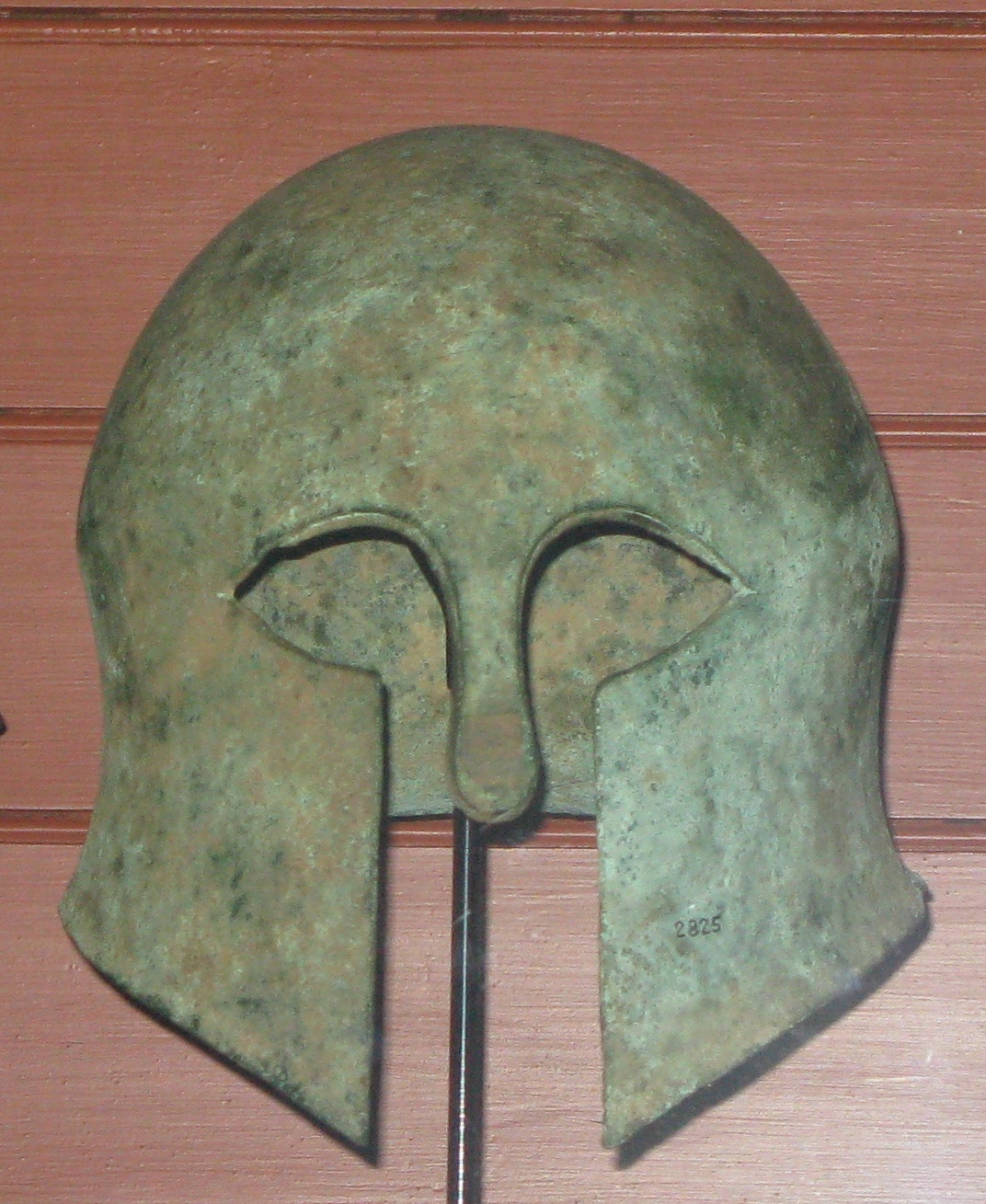
Heaume étrusque ouvragé de bronze.
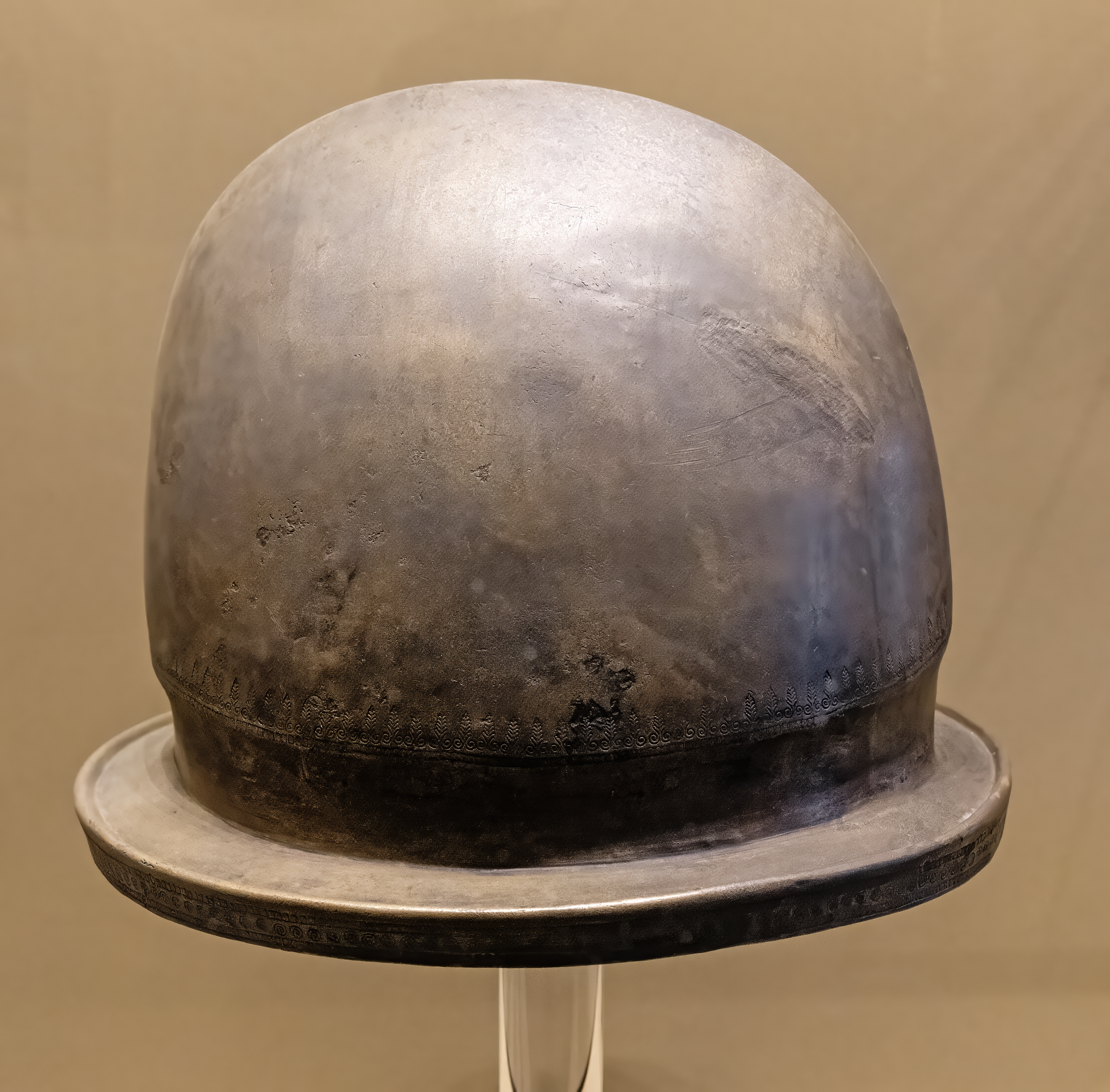
Casque étrusque - Bronze - première moitié du Ve siècle. Avant J.-C. musée archéologique national de Venise
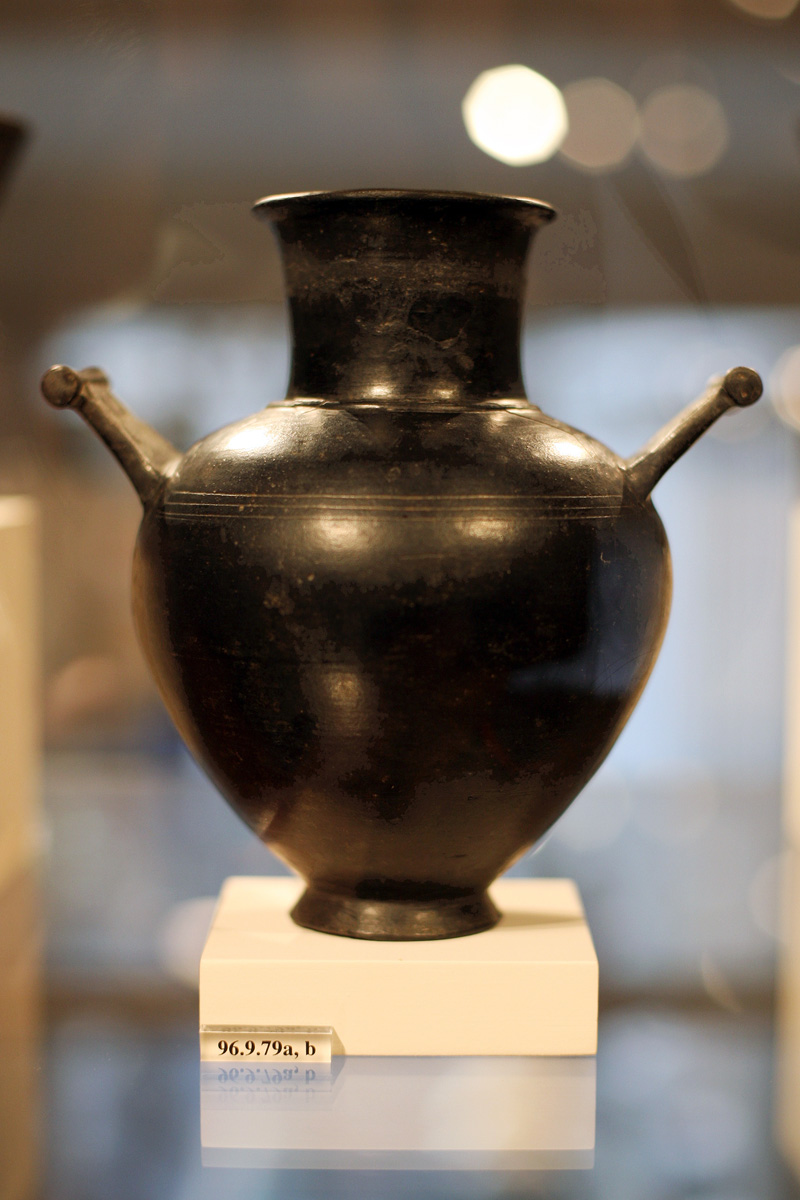
Exemple d'apposition de feuillure dorée, obtenue par procédé d'étamage[N 1].
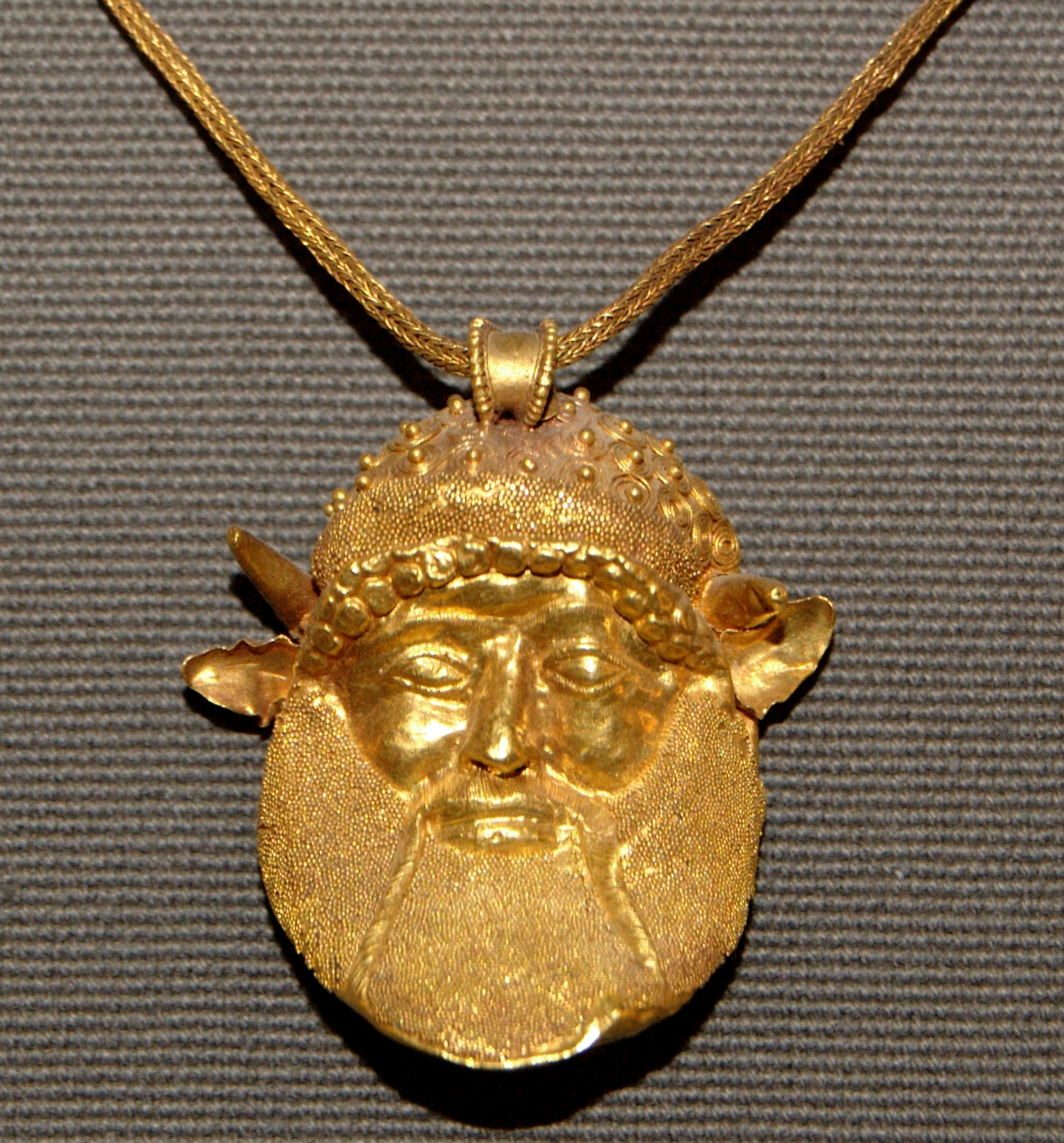
Pendentif étrusque représentant la tête du Dieu Achéloos, vers 480 av. J.-C., granulation et filigrane, or, Musée du LouvreBulla étrusque[N 2],[r].
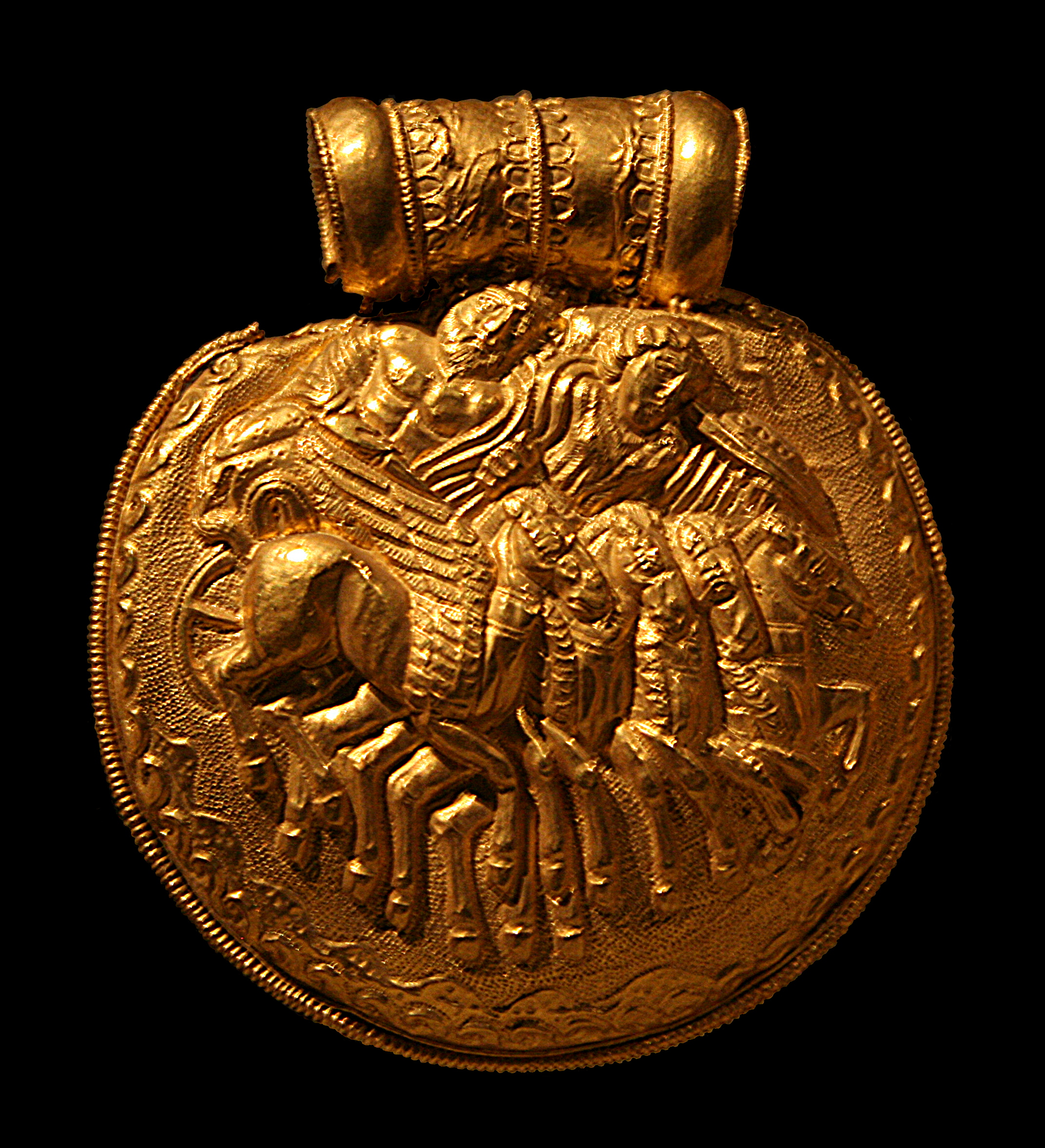
Bulla étrusque[s][46],[45],[44] ouvragée en or (actuellement conservée au Museo Gregoriano Etrusco[61]).
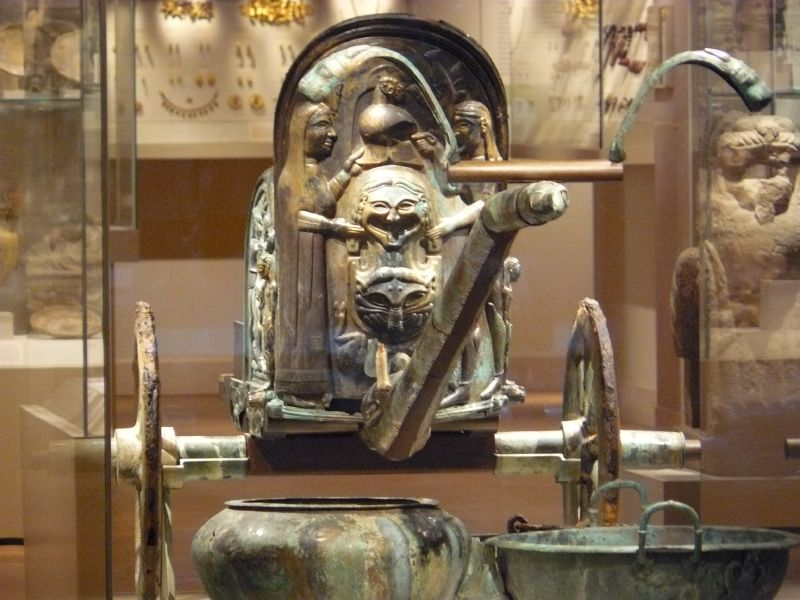
Char de Monteleone, dont certains éléments sont ouvragés dans un alliage de bronze.
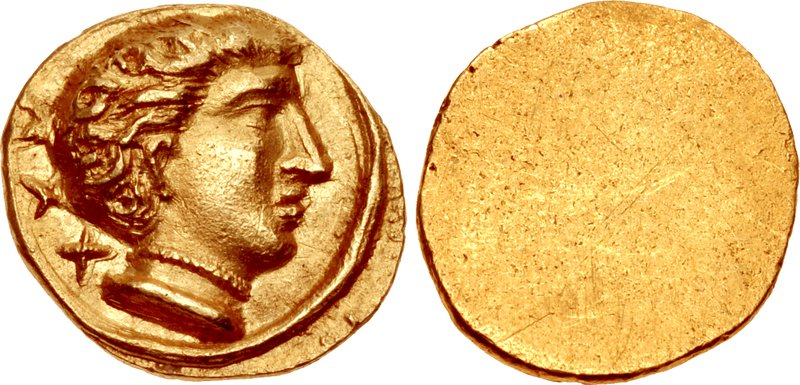
Monnaie de Populonia.
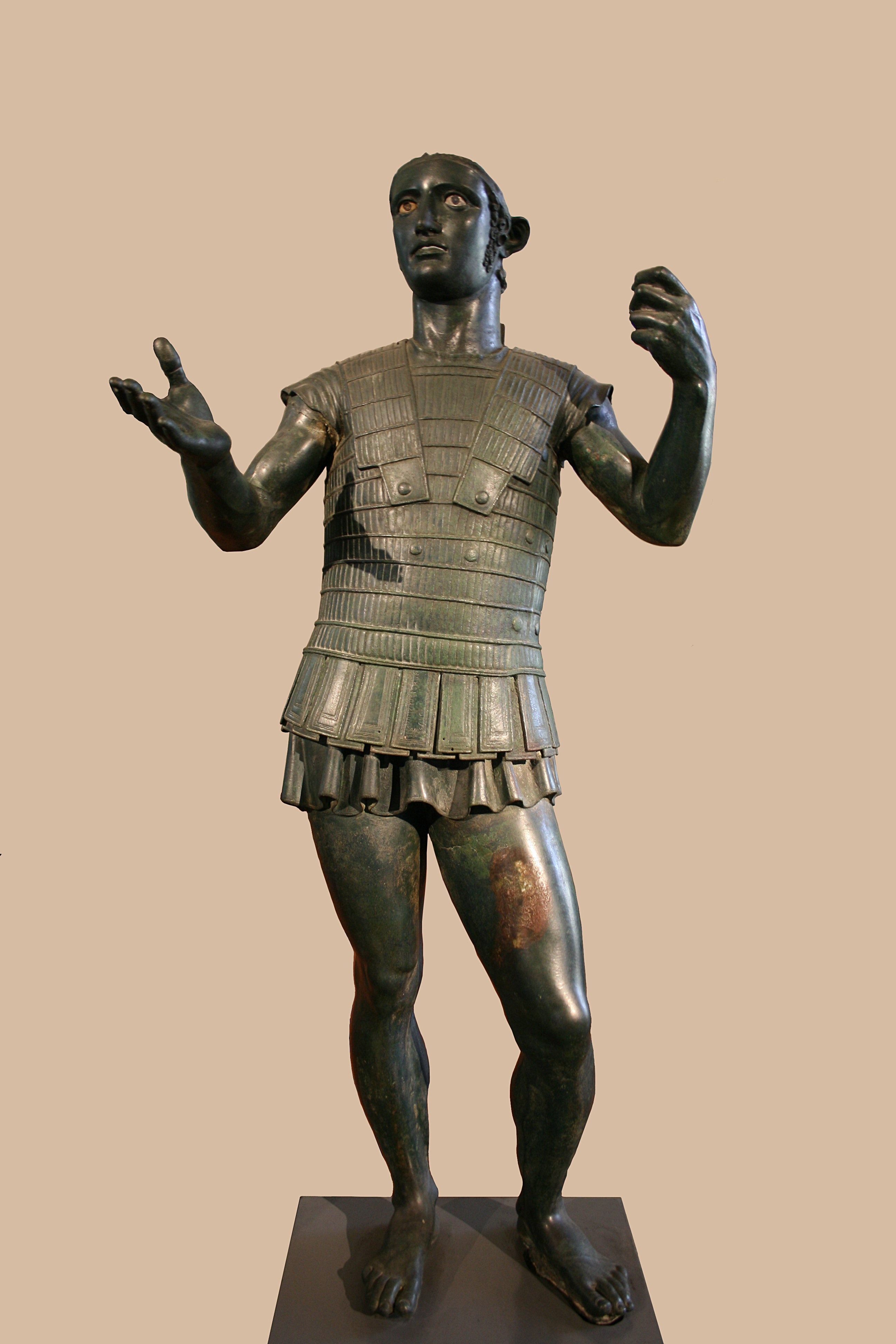
Mars de Todi.
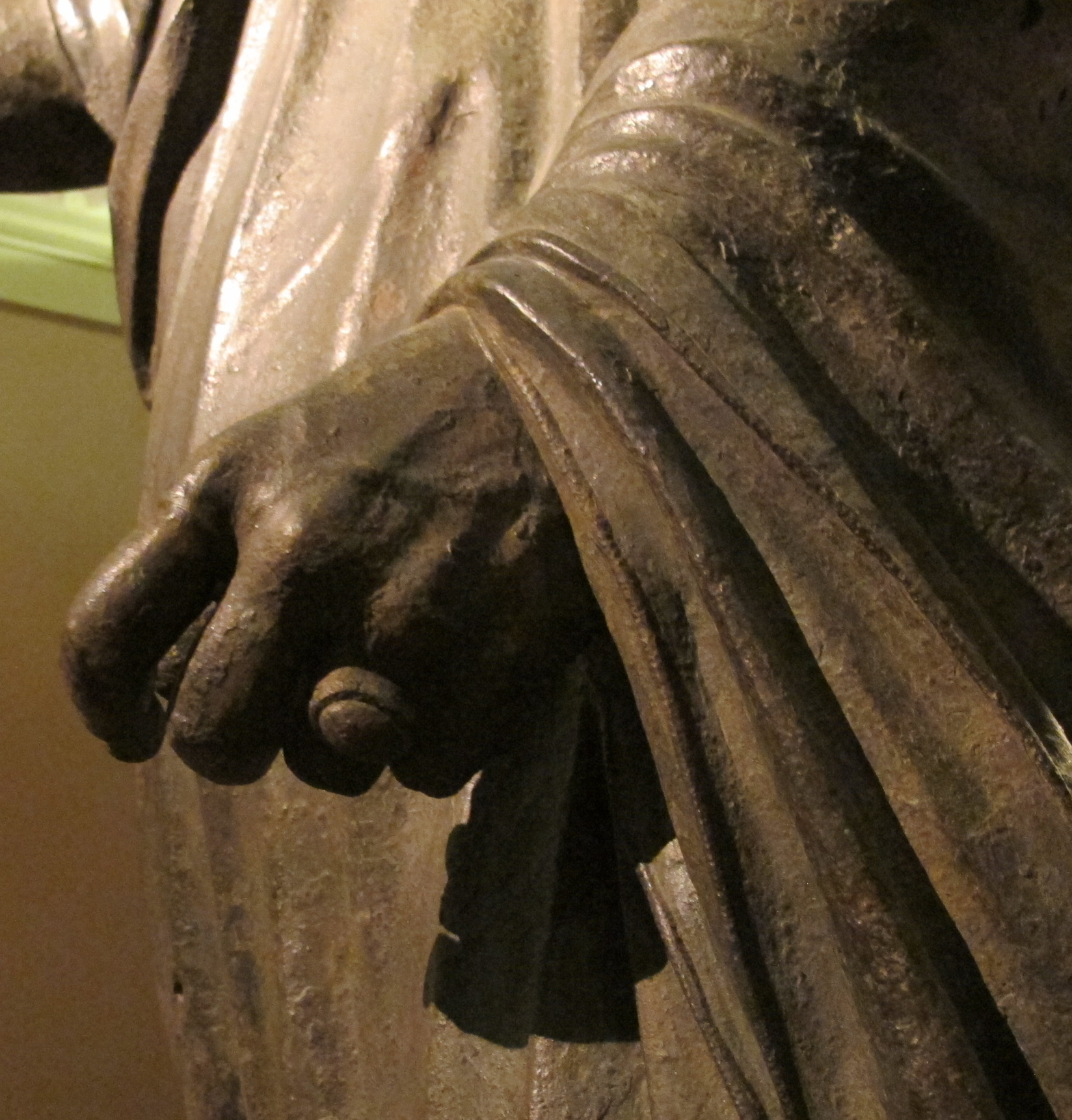
Détail du plissé de la toge et de la main gauche de l'Arringatore.
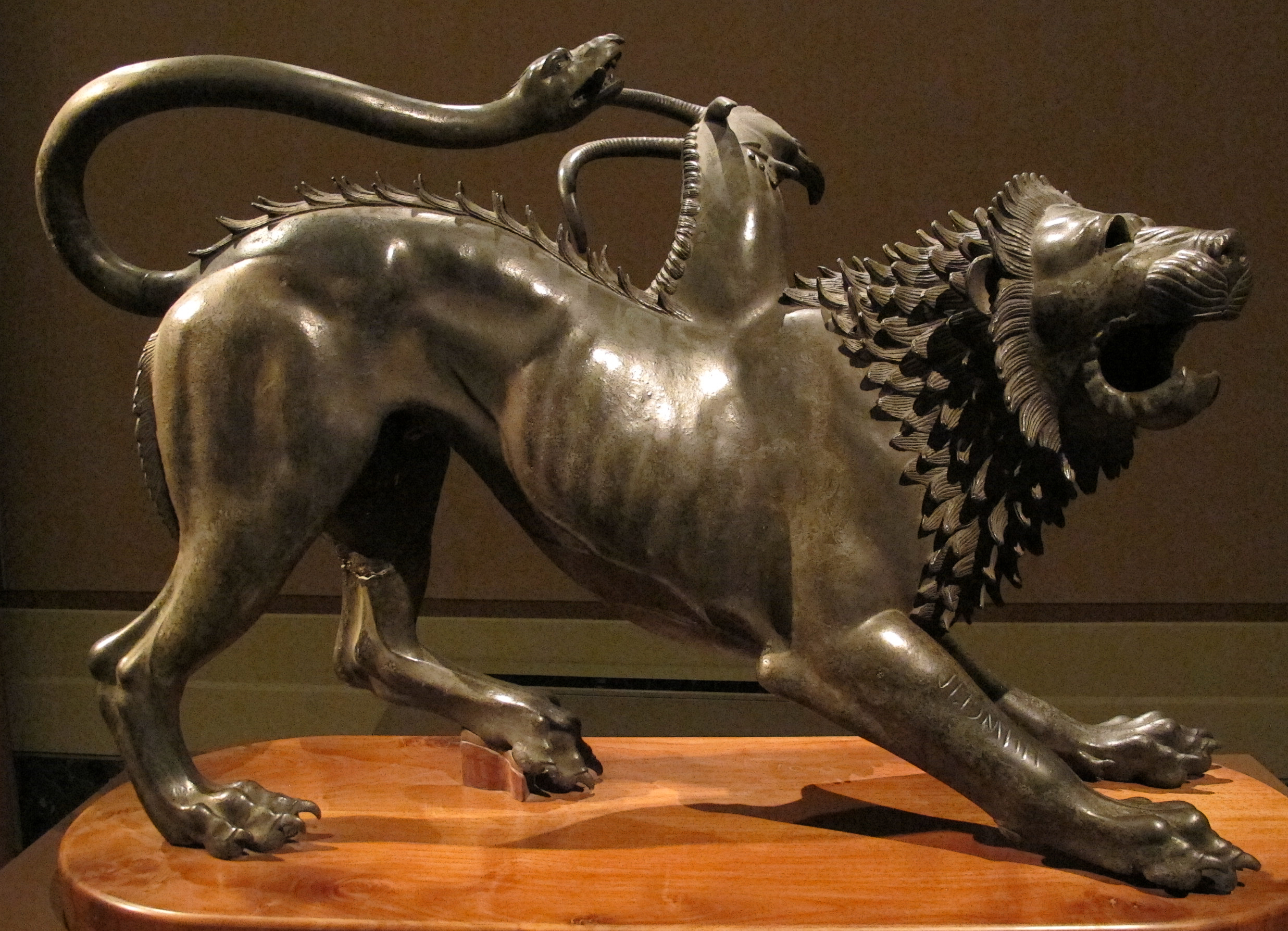
Chimère d'Arezzo, 78,5 × 129 cm, 400-380 av. J.-C., fonte à la cire perdue, bronze, Museo Archeologico (Florence, Italie)

## Les exportations
La conséquence directe de cette industrie est la construction de villes, le défrichage des campagnes, le creusement de ports et de nombreux canaux, (le Pô est navigable dans la presque totalité de son cours), et par suite le commerce se fait principalement par voie maritime.
« Omnia ea flumina fossasque priori à Pado fecère Thusci. »
— Pline l'Ancien, "Histoire naturelle", Livre III, 15.

## Velch, dieu du feu et des métaux
Au sein du peuple étrusque, l'importance que semble revêtir le domaine industriel des métaux est empreinte d'une culture religieuse marquée. Cette dernière se caractérise par l'assimilation et la synthèse des différentes facettes de la métallurgie : les matières premières (les minerais à caractère métallifère), les métiers de l'artisanat métallurgique (les fondeurs, les forgerons, les orfèvres) et les catalyseurs nécessaires à l'ensemble des phases de transformation, d'obtention et de production des biens à composé métallique (c'est-à-dire la combustion par le dioxygène et le bois sous forme de charbon). Ainsi, également soucieux de leur mythologie, le panthéon des Étrusques est doté d'une personnalité divine qui patronne l'ensemble de ces facettes : « Velia Velcha », le dieu du feu et des métaux,, également dénommé Sethlans, le dieu aux tenailles et au marteau d'artisan métallurgiste (dont la tête est parfois surmontée d'un bonnet) et l'équivalent de l’ Ἥφαιστος / Hếphaistos grec, ; que l'on appelle aussi Velch ou Vehlans,,.

Le dieu étrusque du feu, des métaux et de la forge : Velch
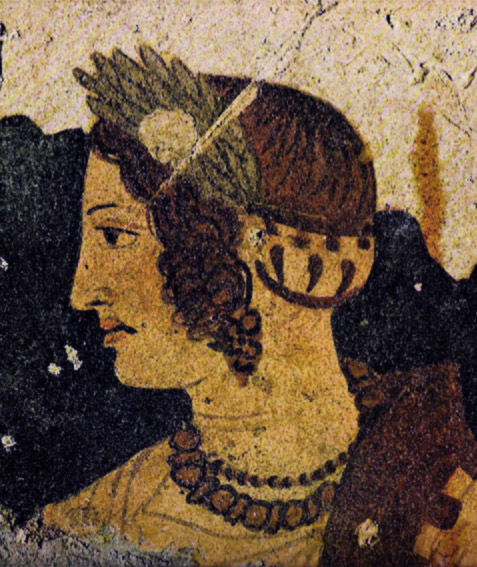
Gros plan provenant d'une frise picturale peinte à même l'une des parois de la sépulture dite tombe d'Orcus (ou encore la Tomba dell'Orco)[u][64],[v].
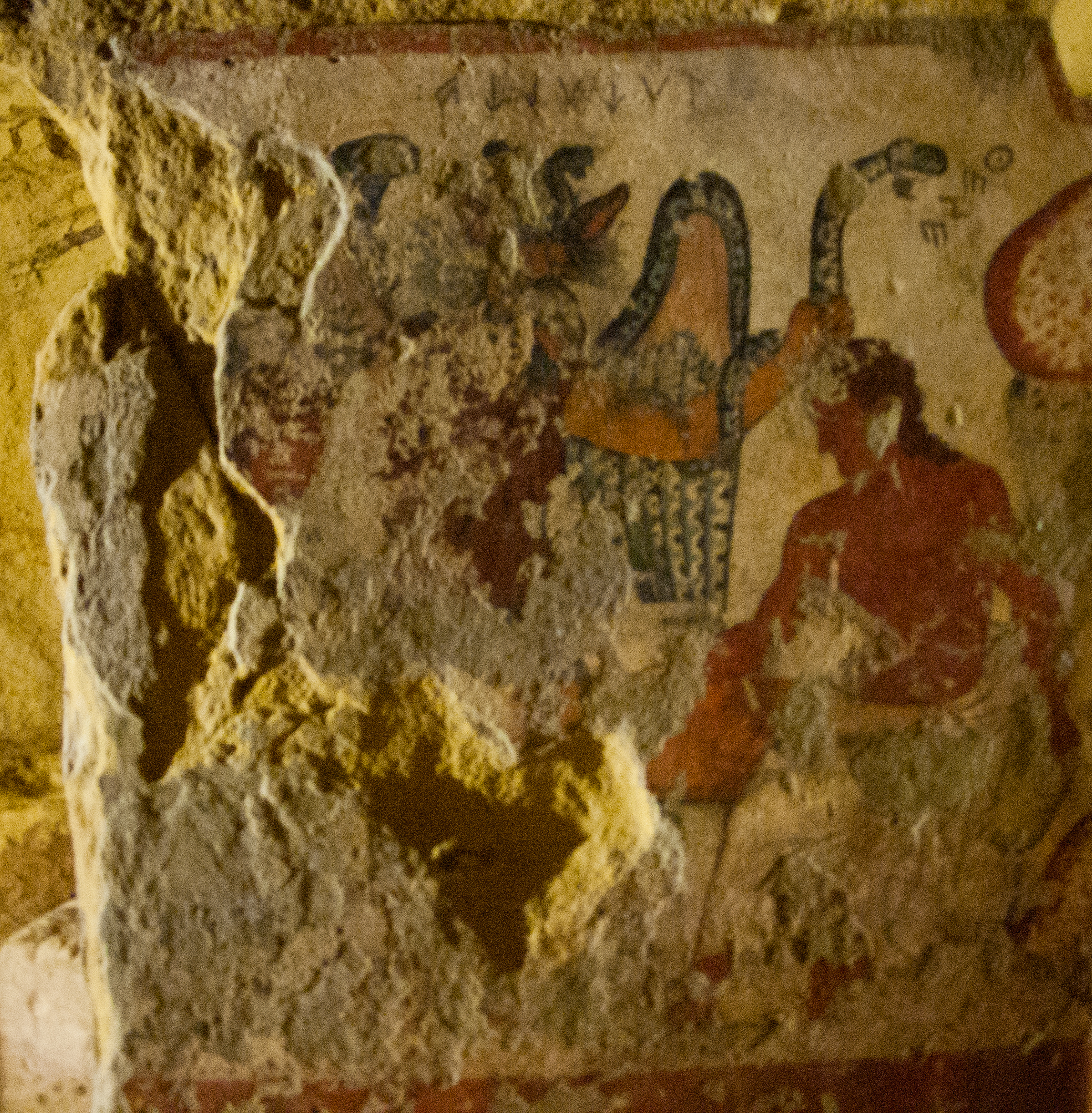
Vue générale de la fresque. Le dieu du feu Velch est figuré en bas, à droite de l'œuvre picturale[w],[64],[75].
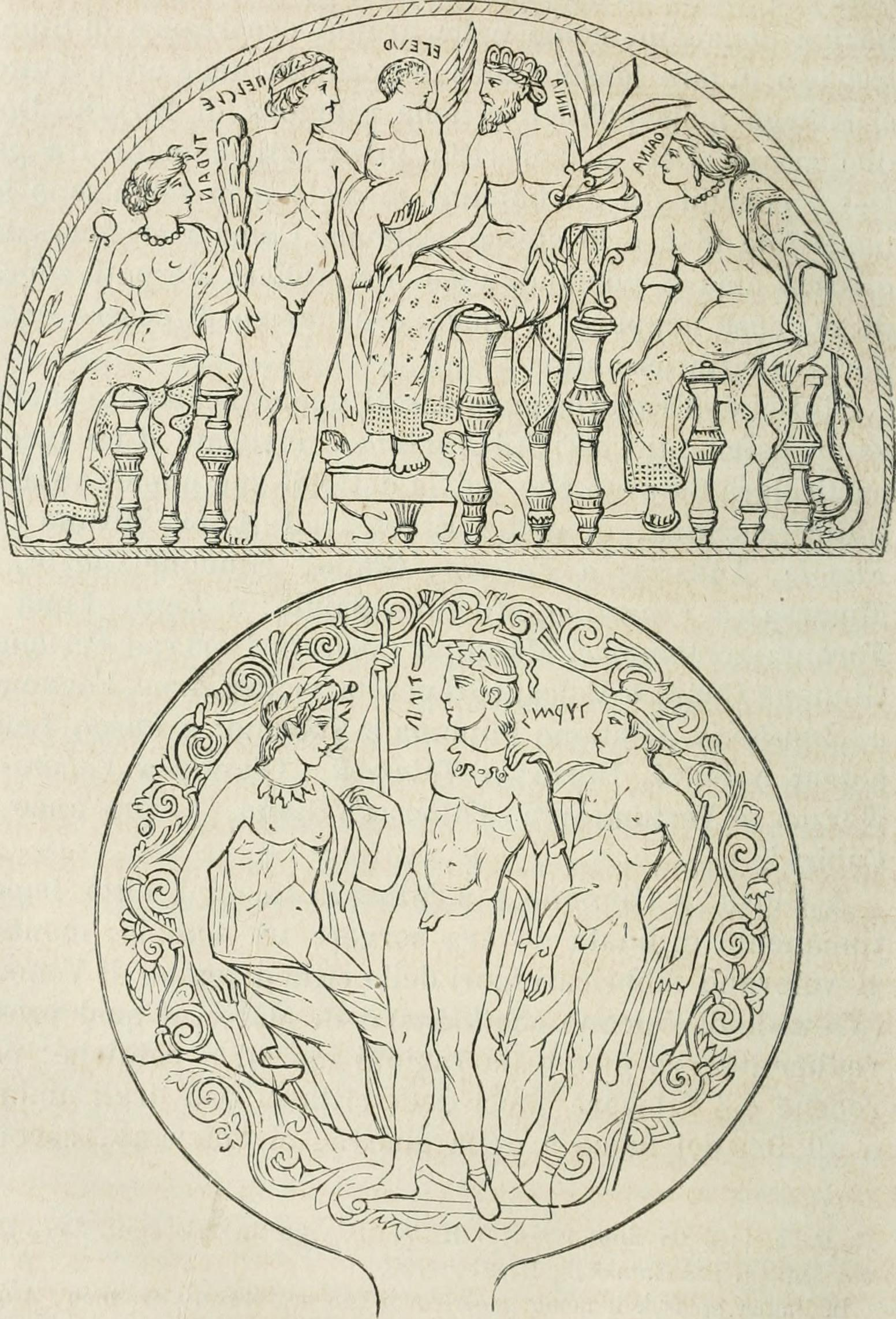
Croquis de 1873 d'un accessoire de miroiterie étrusque, représentant une scène de la mythologie étrusque dont le dieu des métaux et des forgerons, « Sethlans » manifeste de sa présence[x].
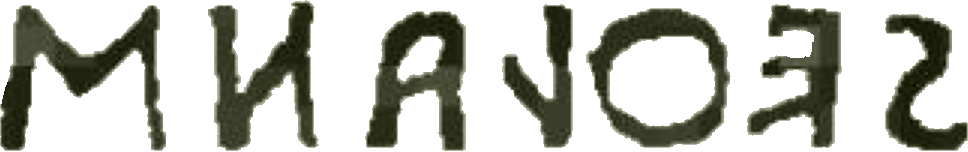
Inscription épigraphique en langue étrusque traduite par le théonyme : Sethlans[76].
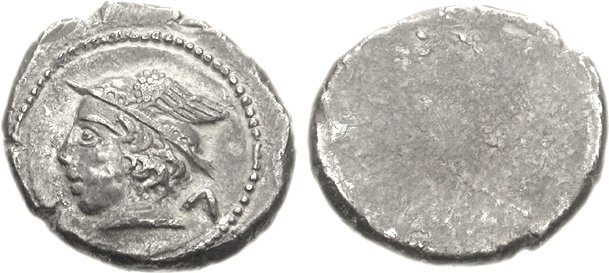
Pièce monnétaire étrusque de Populonia, émise par la cité éponyme de « Pufluna ». Sur son revers est figuré le profil du dieu étrusque au bonnet, Sethlans[66],[67].